# 何亮 (刘宋)
何亮，庐江郡灊县（治安徽省霍山县上元街村）人，南北朝刘宋官员，何恢、何衍的弟弟。
何亮在宋孝武帝孝建初年，担任桂阳郡（今湖南省郴州市）太守。丞相南郡王刘义宣叛乱，派遣参军王师寿截断桂阳的通道，以防被广州刺史宗悫，何亮将王师寿捕获，把他斩杀。何亮官至新安（今浙江省淳安县）内史。